# Історія Китаю

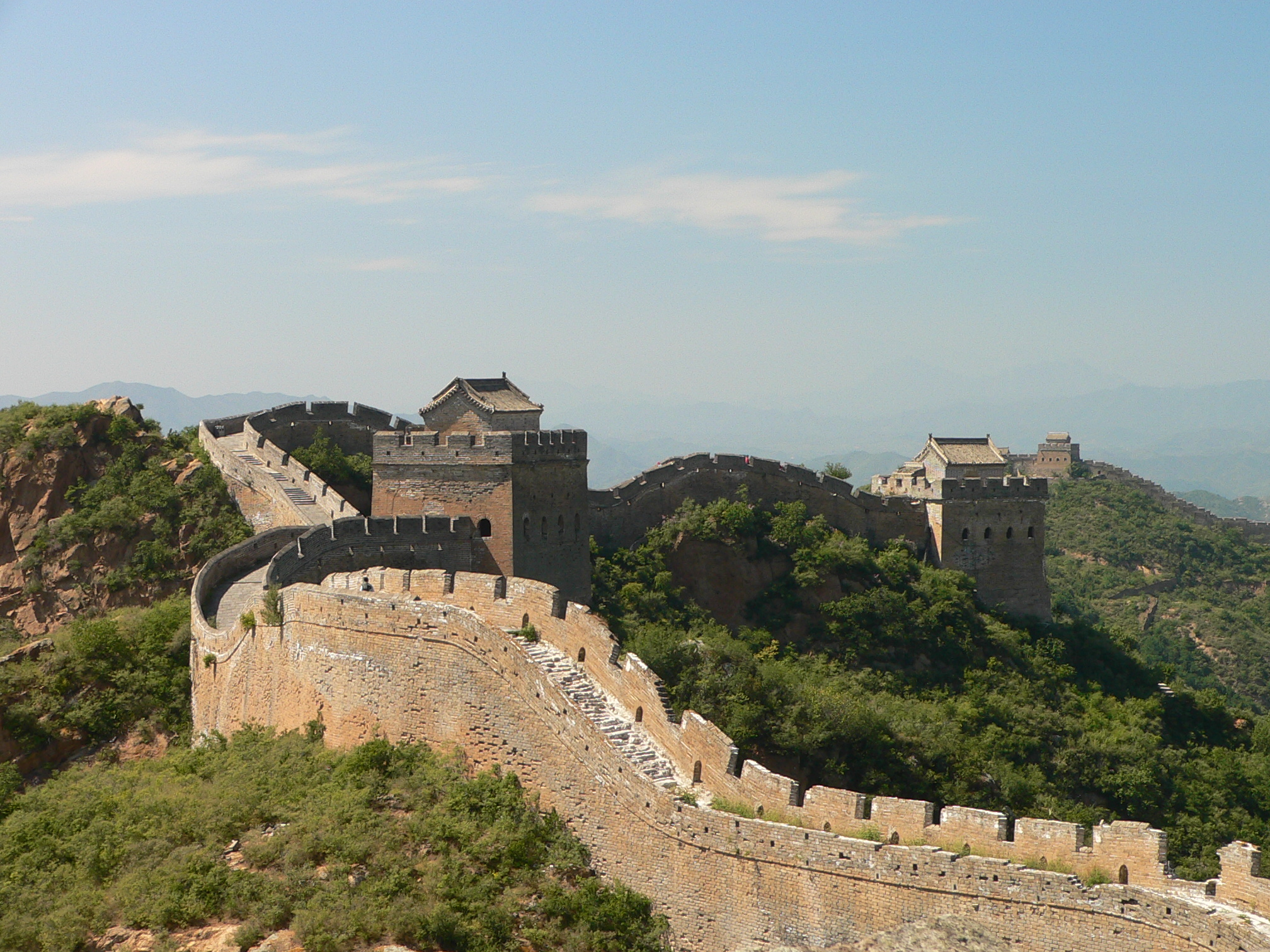
Велика Китайська стіна

Китай — одна з найстаріших цивілізацій у світі, безперервна історична традиція якої налічує більш як 5800 років.

## Династії
- Цивілізація Янцзи
- Цивілізація Хуанхе
- Ся (2070 — 1600 до н. е.)
- Династія Шан (Інь; 1600 — 1046 до н. е.)
- Чжоу (1046 — 256 до н. е.)
Західна Чжоу
Східна Чжоу
Період Чуньцю
Період Чжаньґо
- Цінь (251—207 до н. е.)
- Хань (206 до н. е. — 220)
- Період Саньґо (Троєцарство)
Вей (220–265)
Шу (221–263)
У (222–280)
- Династія Цзінь (265–420)
- Період шістнадцяти держав (304—439)
Династія Рання Чжао
Династія Пізня Чжао
Династія Чен
Династія Рання Лян
Династія Пізня Лян
Династія Північна Лян
Династія Західна Лян
Династія Південна Лян
Династія Рання Янь
Династія Пізня Янь
Династія Південна Янь
Династія Північна Янь
Династія Рання Цінь
Династія Пізня Цінь
Династія Західна Цінь
Ся (держава сюнну)
- Південні та Північні династії
Південні династії
Лю Сун (420–479)
Династія Південна Ці (479–502)
Династія Лян (502–557)
Династія Чень (557–589)
Північні династії
Династія Північна Вей (386–534)
Династія Східна Вей (534–550)
Династія Західна Вей (535–556)
Династія Північна Ці (550–577)
Династія Північна Чжоу (557–581)
- Династія Суй (581–618)
- Династія Тан (618–907)
- Династія Ляо (907–1125)
- Період п'яти династій і десяти держав
П'ять династій:
Династія Пізня Лян (907–923)
Династія Пізня Тан (923–936)
Династія Пізня Цзінь (936–947)
Династія Пізня Хань (947–950)
Династія Пізня Чжоу (951–960)
Десять царств:
Царство У (907–937)
Царство Уюе (907–978)
Царство Мінь (909–945)
Царство Чу (907–951)
Царство Південна Хань (917–971)
Царство Рання Шу (907–925)
Царство Пізня Шу (934–965)
Царство Цзінань (924–963)
Царство Південна Тан (937–975)
Царство Північна Хань (951–979)
- Династія Сун (960–1279)
Династія Північна Сун (960–1127)
Династія Південна Сун (1127–1279)
- Династія Сі Ся (1038–1227)
- Династія Цзінь (1115–1234)

## Стародавній Китай
Основні періоди (епохи) в історії Стародавнього Китаю традиційно носять назви династій і царств:
1. Шан (або Їнь) — XVI — XI ст. до н. е.
2. Чжоу і Чжаньґо — XI — III ст. до н. е.
3. Цінь — 221 — 207 рр. до н. е.
4. Хань — 206 р. до н. е. — 220 р. н. е.

Найдавніші згадки про Китай відносяться до часів правителя Фу Сі, який жив за 30-40 століть до початку нашої ери. Вважається, що боги надихнули його на написання священної книги Стародавнього Китаю «Їцзін», з якої пішла теорія про те, що фізичний Всесвіт виник і розвивається завдяки чергуванню інь і ян.
Археологія не надає відомостей про правителів Китаю, які передували династії Шан (1766—1122 р. до н. е.). Правителі Шан були скинуті династією Чжоу. Столиця Чжоу розташовувалася поблизу сучасного Сіаню, а пізніше, приблизно 750 р. до н. е., через атаки варварів, володарі були змушені перенести її на місце поруч з нинішнім Лояном. У ранній період правління династії влада була зосереджена в руках хана Чжоу, але пізніше місцеві правителі утворили майже незалежні держави.
З 770 р. до н. е. ці правителі вели між собою запеклі війни, і весь період з 476 до 221 р. до н. е. одержав назву «період Воюючих країн». У той же час Китай потерпав від нападів варварів з півночі і північного сходу. Для захисту столиць та державних територій будувалися величезні мури: північна частина кордонних мурів була пізніше об'єднана у Великий китайський мур.

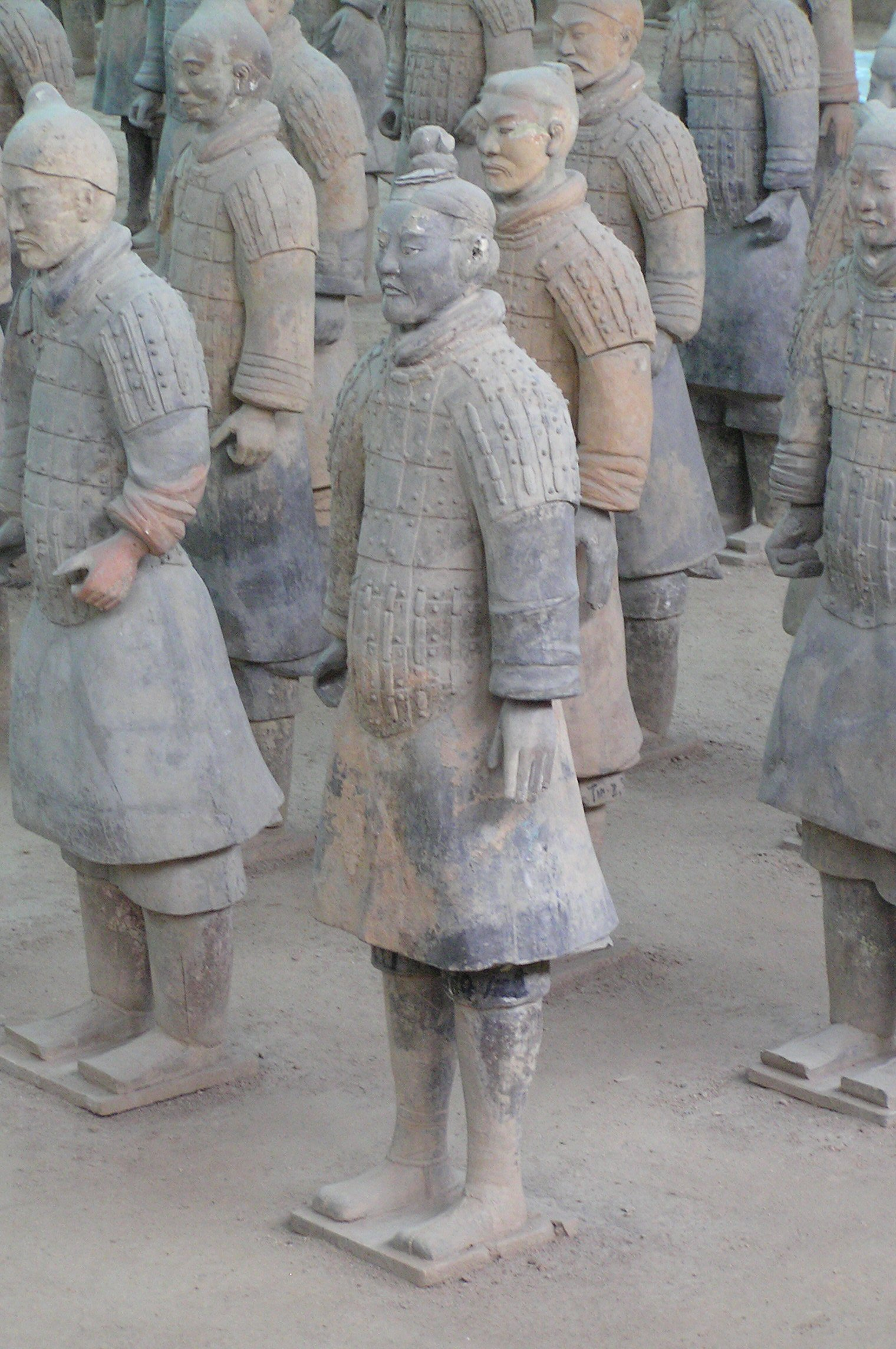
Теракотова армія Цінь Ши Хуан-ді

Зрештою основна влада зосередилася в руках принца Цінь, військо якого скинуло останнього правителя Чжоу. Новий імператор Цінь Ши Хуан-ді став засновником династії Цінь 221 р. до н. е. Як особа, яка вперше об'єднала китайську імперію, він вважається засновником імперського періоду китайської історії (221 до н. е. — 1911).
У січні 2017 р. під час будівництва нового адміністративного будинку в районі Тунчжоу на сході Пекіна були виявлені 1092 стародавні гробниці. Знахідки відносяться до періоду Воюючих царств (Чжаньго Шида), який передував об'єднанню Китаю під владою імператора Цинь Ши Хуанді 221 року до н. е. На території сучасного Пекіна в той час розташовувався місто Цзі — столиця царства Янь.
Після смерті імператора Цінь Ши Хуана 210 р. до н. е. розгорнулася боротьба за владу між губернаторами провінцій. Переможець, Лю Бан, заснував династію Хань (206 р. до н. е. — 220 р. н. е.). При правлінні династії Хань територія Китаю значно розширилася. Після падіння династії Хань боротьбу за владу повели три царства — Вей, Шу й У. Через короткий час у війну вступили 16 провінцій. 581 р. н. е. засновник династії Суй захопив владу і доклав зусиль для об'єднання імперії. Робота почалася з Великого каналу, що з'єднує низов'я Янцзи із середнім плином Хуанхе. Згадані події що відбулися після розпаду імперії Хань іноді розглядають як період китайського середньовіччя.

### Період Шан (Інь)
Найдавніші племена на території Китаю селилися, як і в інших давньосхідних цивілізаціях, у долинах великих рік, головною з яких була Хуанхе. Одне з цих племен, яке називало себе Шан (сусіди дали йому ім'я Їнь), змогло ближче до середини II тис. до н. е. створити першу державу. Саме в цей період починають закладатися основи давньокитайської культури. Було винайдене прядіння, бронзове лиття, ієрогліфічна писемність, зародилися основи містобудування.
Правителі держави — вани (князі)— одночасно вважалися верховними жрецями. При їх дворі працювали вчені, які вели літопис, спостерігали небесні явища, добре знали історичні події минулого. Велика увага приділялася астрономії. Була встановлена тривалість місяця в 29,5 днів і сонячного року в 366 днів. У календарі були визначені сезони року. Місяць ділився на декади — повний складався з 30 днів, неповний — з 29.
Перші відомості про їнську писемність були віднайдені лише на межі 20 століття. У винайдених написах вона має вже досить розвинений вигляд, що дає можливість відносити її виникнення до більш раннього періоду. Найдавнішими є гадальні написи XIV—XI ст. до н. е. Існувало більш як 3,5 тис. ієрогліфів, 2,5 тис. з яких збереглися й до наших днів. Для письма використовували гладку поверхню панцирів черепах і кісток тварин, а також довгі тонкі дерев'яні або бамбукові планки, що сполучаються потім шнурком або ременем.
Найдавніші твори китайського мистецтва датуються III тис. до н. е. Вони представлені в основному керамікою, виготовленою на гончарному колі. В епоху Інь розповсюджуються бронзові предмети. Частіше за все зустрічаються бронзові судини для жертвоприносин з рельєфною поверхнею і зображеннями тварин.
Значну роль в житті шанського суспільства грала релігія. У всіх явищах природи стародавні китайці бачили волю духів і богів. Вони порівнювали з божествами грім, вітер, дощ і т. д. Існував також культ предків. Верховним божеством Шан був Ді (Небо?), якому, на відміну від предків не приносили жертв.

### Період Чжоу і Чжаньґо
У XI ст. до н. е. держава Шан була завойована племенами Чжоу, з чого почалася нова епоха в історії Стародавнього Китаю. Але процвітання його було недовгим, пішов період роздробленості і міжусобних воїн — епоха Чуньцю та «Царств, що Борються», або Чжаньґо (V — III ст. до н. е.). Наприклад, на початку 2024 року, археологи виявили у східній китайській провінції Цзянсу церемоніальний кам'яний артефакт у формі сокири, вік якої становить близько 6,3 тис років. Знахідка говорить про те, що понад 6 тис років тому такі сокири вже не були зброєю, а служили символом влади та статусу. Використання кам'яної сокири, як символу влади, також свідчить про початок процесу розшарування населення.
Безперервні війни приводять до накопичення військового досвіду і появи перших трактатів по цій тематиці. Фундатором військової теорії вважається Сунь-цзи. Його «Трактат про військове мистецтво», що складається з 13 розділів, став каноном військової науки свого часу і досі по праву вважається класикою військово-стратегічної думки.
В епоху Чжоу продовжився бурхливий розвиток астрономії. З'явилися нові прилади для визначення координат небесних світил — армілярні сфери. За 600 років до н. е. був введений сонячно-місячний календар. До 350 р. до н. е. вченим стало відомо, що тривалість сонячного року — 365,25 діб, а місячного — 295 діб. Знаки 12 тварин служили для позначення «земних гілок» циклу в 600 років. У IV с. до н. е. вченим Ши Шенєм (石申) був складений перший в світовій історії зоряний каталог, той, що включав 800 світил. Починаючи з 240 р. до н. е. точно відмічалася кожна поява комети, відомої нині як комета Галлея.
Значні досягнення стародавніх китайських медиків. Частина їх методів лікування не втратила своєї актуальності і в наш час: голковколювання, пульсова діагностика, припікання тощо.
У періоди Чжоу і Чжаньґо йде формування китайської філософії. Складаються матеріалістичні переконання, в основі яких лежали уявлення про п'ять першоелементів («стихій») природи: воду, вогонь, метал, дерево, землю. Одночасно відбувається становлення головних принципів вчення про протилежні і взаємопов'язані сили інь і ян, дія яких розглядалася як причина рушення і мінливості в природі. Це знаходить своє втілення в древнішому літературному пам'ятнику Китаю — «Книзі змін» (XII — VI ст. до н. е.).

### Даосизм і конфуціанство
У VI — V ст. до н. е. зароджуються даосизм і конфуціанство. Основоположником даосизму вважається мудрець Лао-цзи. У центрі його вчення — поняття Дао («Шлях»), якому підпорядкований увесь світ і яке є основою і джерелом всього сущого. Весь Всесвіт має своє Дао і знаходиться в постійному русі, в неперервній зміні, підкоряючись природній необхідності. Поведінка людини також повинна націлюватися природними законами, вона не повинна втручатися у природну течію життя, інакше це приведе до хаосу. Засуджуючи багатство, розкіш, знатність, виступаючи проти жорстокості і свавілля, насильства і воїн, Лао-цзи, проте, проповідував відмову від боротьби, висував теорію «недіяння», ненасильного споглядання.
Конфуціанство виникло як етико-політичне вчення і надалі набуло винятково широкого поширення. Фундатор вчення Кун Фу-цзи (551 — 479 рр. до н. е.) вважав вічним встановлений Небом порядок, закликав шанувати традиції в сім'ї і державі, ставлячи у розділ кута виховання людини. Він стверджував систему правил і норм поведінки людини — Ритуал-лі, згідно з яким треба вшановувати предків, поважати старших, прагнути до внутрішнього самовдосконалення. Підкорення молодших старшим і народу володарям вводилося у вічний і непорушний закон. Будь-які корінні зміни засуджувалися. Конфуціанське вчення було особливо популярним в колах облишків родової знаті, представників класу ши 士. Розповсюдження конфуціанства у володарській еліті відбулося лише у часи імперії Хань. Конфуціанство стало офіційною державною ідеологією і залишалося нею до початку ХХ ст.
Література чжоуського періоду представлена літописами «Чуньцю» та «Цзо чжуань», вищезазначеною «Книгою змін», а також «Книгою пісень», яка є пам'ятником древнішої народної поезії і включає 305 поетичних творів. Іншою важливою пам'яткою є «Книга історії» — зібрання офіційних документів і описів історичних подій. Всі вони вплинули серйозним чином на розвиток літератури і поезії в подальші віки.
Це відноситься і до творчості найбільшого давньокитайського поета Цюй Юаня (340 — 278 рр. до н. е.). Він походив зі знатного аристократичного роду, знаходився в конфлікті з придворними сановниками, що і відбилося на його поезії. Багато які його твори носять викривальний і сатиричний характер. Цюй вважається основоположником літературної поезії і по праву називається першим великим поетом Китаю.
У період Чжоу значно розширяється коло ремесел, з'являється безліч майстерно виконаних предметів декоративно-прикладного мистецтва: бронзові сосуди та дзвони, вироби з нефриту, розписне лакове начиння. Виробництво лаку, до речі, в той час було відомо тільки в Китаї.
Музичне мистецтво, яке спочатку виконувало ритуальні функції, в чжоуський період отримує подальший розвиток. Поступово пісні і танці відособлюються, удосконалюється техніка музичної гри і музичні інструменти. Відомий наступний китайський вислів: «Слова можуть обманювати, люди можуть прикидатися, тільки музика не здатна брехати».

### Період Цінь
Недовгий період правління династії Цінь ознаменувався зупиненням міжусобних воїн і об'єднанням Китаю. При імператорові Цинь Ши-Хуанді розгорнулося грандіозне будівництво: були прокладені нові дороги, прориті канали, столиця імперії Сяньян була обнесена могутнім фортечним муром. Але найголовніше будівництво розвернулося на півночі, де Китаю постійно докучали кочові племена. Щоб обмежити їх проникнення на територію Цинської імперії, почалося зведення знаменитого Великого китайського муру. Роботи велися протягом 10 років, не перериваючись ні вдень, ні вночі. Усього на спорудженні муру працювало близько 2 млн людей. Загальна довжина його становила майже 4 тис. км, через кожні 60-100 метрів над муром підносяться вежі. Висота муру досягала 10 метрів, а ширина була така, що по ньому вільно могли проїхати 5-6 вершників. З розмахом будувалася і гробниця Першого Імператора. Вона була оточена двома рядами високих мурів, створюючих в плані квадрат (символ землі). Саркофаг з тілом імператора оточувало безліч дорогоцінних предметів. На відстані півтора кілометра від гробниці були прориті одинадцять підземних тунелів, де розташовувалося «військо», виліплене з глини. Кожний воїн був виконаний в натуральну величину і наділений індивідуальними рисами.

### Династія Хань
Новий розквіт культури і мистецтва Китаю починається із затвердженням династії Хань. Масштабні гідротехнічні роботи, будівництво палаців, храмів, гробниць вимагали значних математичних знань. У I ст. н. е. був створений трактат «Математика в дев'яти розділах», що підсумував знання в цій області за декілька віків. Тут уперше зустрічаються негативні числа і даються правила операцій над ними.
Новий крок уперед робить астрономія. 27 р. до н. е. був зроблений перший запис про спостереження сонячних плям. Найбільший астроном старовини Чжан Хен (78-139 рр.) зумів нарахувати 2 млн. 500 тис. зірок, розташованих в 124 сузір'ях. Він створив перший у світі небесний глобус, що відтворює рушення небесних тіл, винайшов перший у світі сейсмограф. У ханський час також з'явився компас, що мав вигляд ложки, що покоїться на металевій пластині і ручкою, що вказувала на південь. Поширення отримують зубчате колесо і водяний млин.
Китайці цього періоду були прекрасними будівниками і архітекторами. Зведення будівель в 2-3 і більше поверхи з багатоярусним дахом, критою кольоровою черепицею, було звичайною справою. Подібний тип будівель увійшов в архітектурну традицію і зберігся в Китаї на довгий час.
Ханське образотворче мистецтво різко відрізнялося від символічного мистецтва минулих періодів. Для нього характерне реалістичніше трактування сюжету і образів. Винятковий інтерес представляють скульптурні рельєфи з Шаньдуна і Сичуані, виявлені в могильних склепах. Тут нарівні з сюжетами релігійного і міфологічного характеру зображені побутові сцени.
Період Хань відмічений і прогресом писемності. Замість загостреної палички, що служила для письма лаком на бамбукових і дерев'яних планках, ввели в побут волосяний пензель. На рубежі нашої ери в Китаї була винайдена туш, а потім стали користуватися графітом. Нарешті, в І ст. китайці винайшли папір. Традиція приписує честь її винаходу євнуху імператорського палацу Цай Луню. З II ст. папір набуває широкого поширення, як матеріал для письма остаточно витісняючи бамбукові планки і шовкові сувої.
Багато які імператори протегували літературі і мистецтву. При імператорському дворі була створена обширна бібліотека, встановлена Музична палата, де збиралися і оброблялися народні мелодії і пісні. Діяльність Музичної палати заклала основи нової традиції ліричної поезії. Серед прозаїків особливо виділяються майстерністю історики — Сима Цянь, Бань Ґу.
Сима Цянь (145 — 86 рр. до н. е.) вважається батьком китайської історіографії і одночасно класиком китайської прози. Його «Історичні записи» складаються з 130 розділів і викладають історію Китаю з найдавніших часів. Вплив «Історичних записів» величезний. Досить сказати, що всі подальші китайські історичні труди будувалися за їх зразком, в тому числі і труд наступника Сима Цяня — Бань Ґу. Його твір «Історія Старшої династії Хань» охоплює 230 років, починаючи від першого ханського імператора.
За часів Хань, на початку нашої ери в Китаї з'являються перші відомості про буддизм, пізніше — новий струмінь в розвитку китайської філософії що суттєво вплинув на китайську культуру. Ера Хань, таки чином, стала останнім періодом, коли китайську культуру можна роздивляти як більш-менш автохтонну.
Культуру Стародавнього Китаю відрізняло не тільки різноманіття, але і велика стійкість. Вона змогла увібрати і перетворити всі зовнішні культурні впливи, збагативши в свою чергу всю світову культуру цілим рядом і відкриттів. Китайська писемність стала основою для писемності Кореї, Японії, В'єтнаму. Шовк, компас, папір, туш і інші китайські винаходи досі є надбанням всього людства.

## Середньовіччя

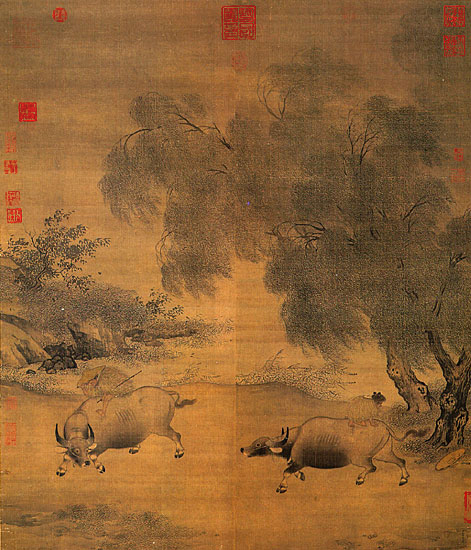
Повернення додому стада биків в негоду, художник Лі Ді, XII століття

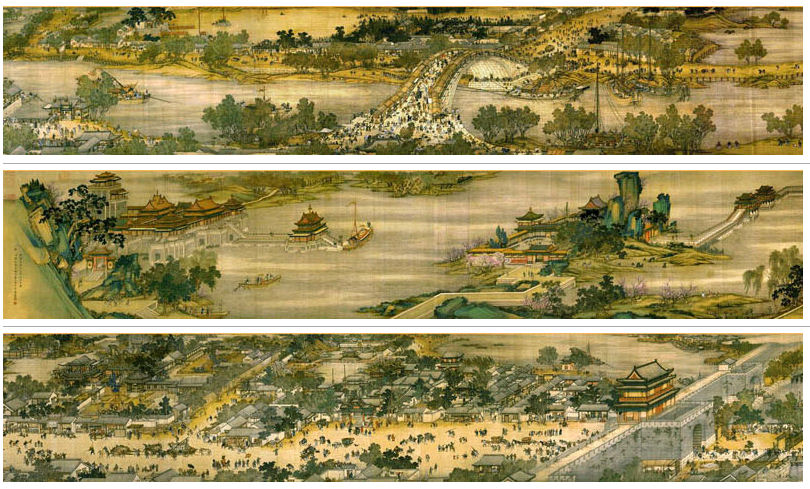
Чжан Цзедуань. «По річці в День поминання померлих» (XII століття).

220–265 роки — період трьох царств (Вей, У, Шу). Після тимчасового об'єднання в 317–589 роках відбувається поділ на Північний та Південний Китай. В той час як на північ вторгаються чужинські народи і створюють 16 держав з китайським управлінням і цивілізацією, у 222–589 роках на півдні так звані шість династій продовжують китайську традицію. Лян У Ді (правив у 502–550 роках) сприяє махаяна-буддизму, котрий поширюється в Китаї. Політичне панування належить у 420–588 роках тюркській державі То-ба (династія Вей). З її занепадом набирає сили генерал Ян Цзянь і знову об'єднує всю державу у 580–604 роках як імператор Вень Ді (династія Суй). Наступний імператор Ян Ді, що правив до 618 року обирає 606 року своїх чиновників за допомогою літературних іспитів (діяли до XX століття). Імператорський канал з'єднує Янцзи та Хуанхе. Військові невдачі від тюрків та Кореї спричиняють повстання і як наслідок, з'являється Династія Тан (618–907 роки).

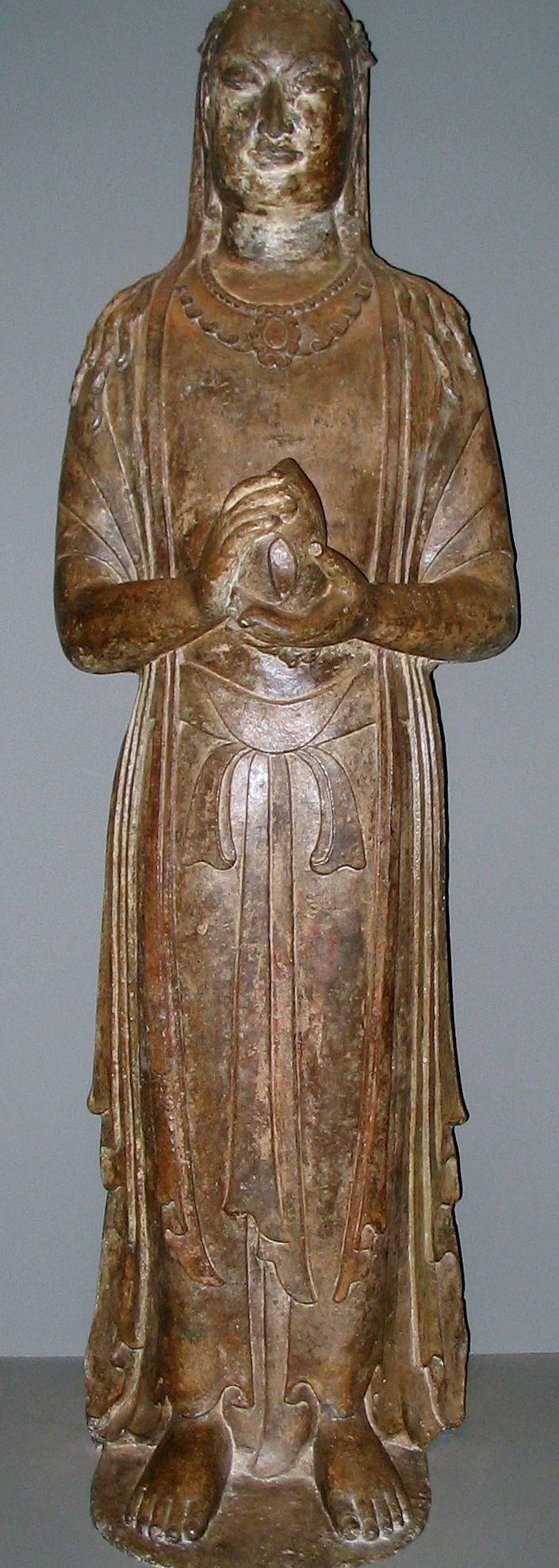
Статуя Бодхісаттви з вапняку, періоду династії Північна Ци, 570 рік, зроблена на території сучасної провінції Хенань

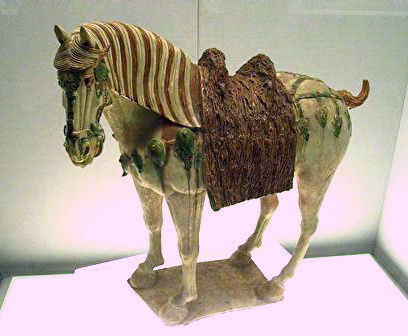
Кінь з порцеляни періоду династії Тан, близько 700 року

Після падіння династії Суй, в епоху Тан, Китаю досяг значного розквіту. Саме в цей період Китай став наймогутнішою державою світу і представляв основну силу в Східній Азії: створення самостійних військових округів для охорони кордонів; знищення кок-тюрків; просування в Корею. 88 азійських народів визнають китайську зверхність. Розквіт економіки, арабської заморської і китайської торгівлі на суходолі. Населення Сіаню, столиці імперії, перевищувало 1 млн чоловік, процвітала культура: розвивався класичний живопис, такі мистецтва, як музика, танець і опера, вироблялися чудові керамічні вироби, був відкритий секрет білої напівпрозорої порцеляни. Домінували конфуціанська етика і буддизм, спостерігався прогрес у науці — переважно в астрономії і географії. Вершина китайської лірики — Ван Вей (699–759 роки), Лі Бо (699–762 роки), Ду Фу (712–770 роки), Бо Цзюйі та Хань Юй. Збірка віршів «Тан» охоплює 48 900 віршів і 2200 поетів. 725 року — заснування академії Хань-Лінь для добору вищих чиновників. Розквіт буддизму впливає на літературу і мистецтво (живопис, скульптура). Паломництво передає імпульси з Індії.
У VIII ст. — перші невдачі, котрі зумовили занепад світової держави: 751 року поразка біля Таласа від арабів; військові заколоти за участю уйгурів, китаїв (киданів), тангутів і тайських племен. 790 року — завоювання Заходу Китаю Туфанською (Тибетською) державою, яка розпадається в IX столітті, проте Танську імперію послаблюють переслідування буддистів 844 року. Ближче до кінця IX століття на територію Китаю почали вторгатися сусідні народи, крім того, постійно спалахували внутрішні повстання. 907 року династія припинила існування. У 907–960 роках швидко змінилося ще п'ять династій. У цей неспокійний період китайської історії були введені паперові банкноти і винайдений примітивний друкарський верстат.

### Династія Сун
960–1127 роки — правління династії Північна Сун, що відновила імперію шляхом сплати данини киданам (династія Ляо) і державі Сі Ся. Для контролю командувачів у 1068–1085 роках Шень Цзун розділяє цивільну і військову адміністрацію і створює народну міліцію, але вона не спроможна запобігти політичній катастрофі: чжурчжені завойовують Північний Китай і засновують 1125 року державу Цзінь. 1127–1279 роки — правління Південної династії Сун, що ледве зберігає свою самостійність за допомогою данини до монгольського вторгнення. Попри політичне безсилля — другий період культурного та економічного розквіту Китаю: вдосконалення селітри, пороху, ракети, книгодрукування, порцеляни. Також були досягнення і в культурі. Розквіт прози (історичні та географічні праці, енциклопедії); відомі есеїсти Оуян Сю та Сяо Тунбо; створюються академії живопису. Філософія Сун, що догматизує конфуціанство в державну моральність і засновує китайську єдину культуру. Творцем новокитайської мови стає «схоласт» Чжу Сі (1131–1200 роки).

### Династія Юань та пізніше
На початку XIII ст. до Китаю вдерлося військо Чингісхана. До 1223 р. були захоплені всі землі на північ від Хуанхе. Династія Сун припинила існування 1279 р., коли Хубілай заволодів усім Китаєм і став імператором. Монгольська династія Юань заснувала столицю держави у Ханбалику, нинішньому Пекіні. Вперше в історії усім Китаєм керували чужоземці, і держава стала частиною великої імперії, що простягалася до Європи і Персії на заході та охоплювала степи й рівнини на півночі. Присутність чужих воїнів на землях Китаю й захоплення монголами придатних для використання земель зрештою, призвели до «повстання червоних пов'язок» у середині XIV ст.
Імперія монголів почала валитися після смерті Хубілая 1297 р., і торгові шляхи знову стали небезпечними. Трохи пізніше монголів вигнали за межі Китаю, а династія Мін запанувала спочатку в Нанкіні, а потім — у Пекіні. У цей час активно розвивалася архітектура, вирощувалися нові сільськогосподарські культури, влада зосередилася при дворі, були відправлені великі морські експедиції на Яву, Шрі-Ланку і навіть до Перської затоки й Африки. Династія Мін була останньою з довготривалих династій, володарями якої були етнічні китайці (хань). Кінець їх володарюванню був покладений маньчжурами, північною напів-кочівною групою племен які стверджували власне спадкоємство від монголів.
Маньчжури, засновники династії Цін, настільки швидко пристосувалися до китайської культури, що вже через кілька поколінь мало хто з маньчжурів говорив рідною мовою. Межі імперії значно розширилися, перші 150 років правління маньчжурів у країні панували мир і процвітання.

## Нова історія

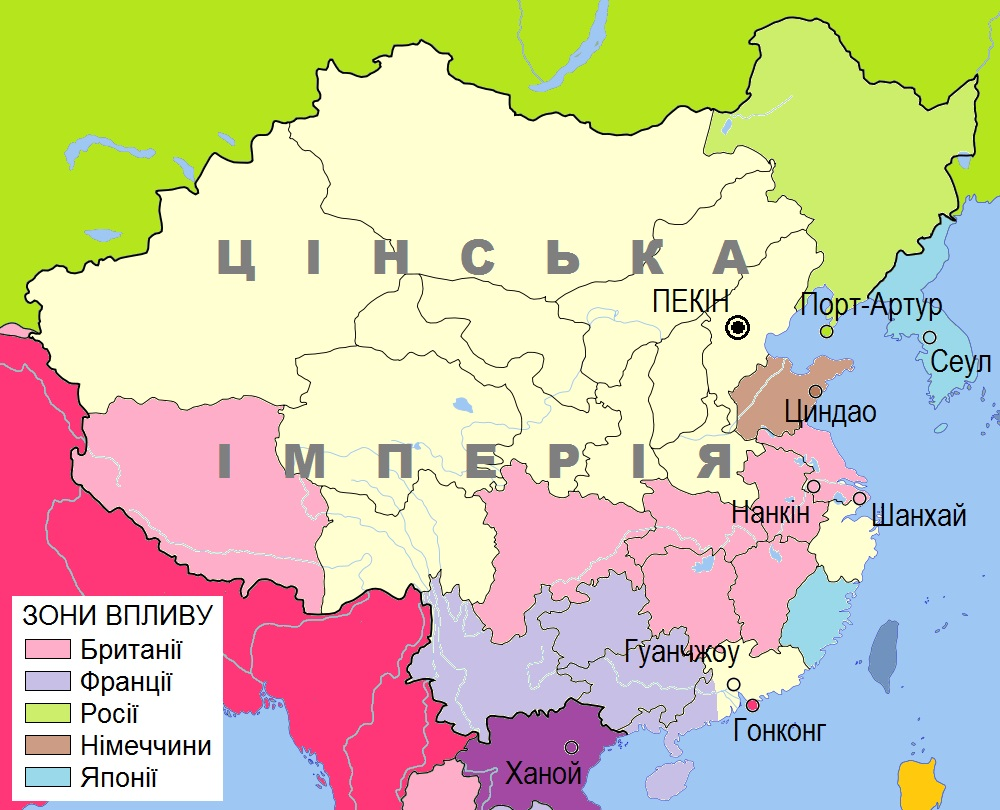
Сфери впливу великих держав на Далекому Сході. 1900

Хоча іноземці були присутні на території Китаю ще за часів Хань, перші інтелектуальні контакти з сучасною європейською цивілізацією (астрономія, математика, артилерія — див. Єзуїти в Китаї) відбулися за часів династії Мін.
За часів Цін Китай зазнав колоніальної агресії.
На початку XIX ст., європейські кораблі почали все частіше з'являтися біля узбережжя, царська Росія заволоділа Сибіром. Через «опіумну війну» (1839—1842) Шанхай і Нанкін перейшли в руки англійців, п'ять портів були відкриті для торгівлі, а війська Великої Британії окупували Гонконг. Китайці були змушені ввозити опій, щоб підтримати торгівлю. Крім того, загрозу для маньчжурського двору становило повстання тайпинів (1848—1864) під керівництвом релігійного фанатика, який називав себе братом Ісуса Христа. Він і його послідовники захопили велику територію Китаю і заснували Небесну столицю в Нанкіні. В цей же час тривала Друга опіумна війна (1856-1860 рр.). Спроби повсталих заволодіти Пекіном і слабкий опір маньчжурів спонукали британців і французів домогтися в імператора нових концесій. Результатом стала Пекінська угода, за якою для іноземних торговців відкривалися додаткові порти, гарантувалися екстериторіальні права й інші привілеї іноземцям. Союзні війська й армія маньчжурів розгромили тайпинів, Нанкін був відвойований. Але незабаром почалася війна Китаю з Японією (1894—1895), у результаті якої Китай втратив Корею, Тайвань і Пескадорські острови.

## Сучасний Китай

### Китайська республіка (з 1912)

##### Падіння Цін
На зламі століть у Китаї відбулося Боксерське повстання. 1900 року «Громада справедливих куркулів», або «боксерів», вдерлася до Пекіну й атакувала квартал, де жили іноземці. Облога продовжувалася 50 днів, доки не прибули експедиційні сили семи західних держав та Японії. «Боксерам» довелося тікати. Того ж року китайці зазнали гонінь у Благовєщенську.

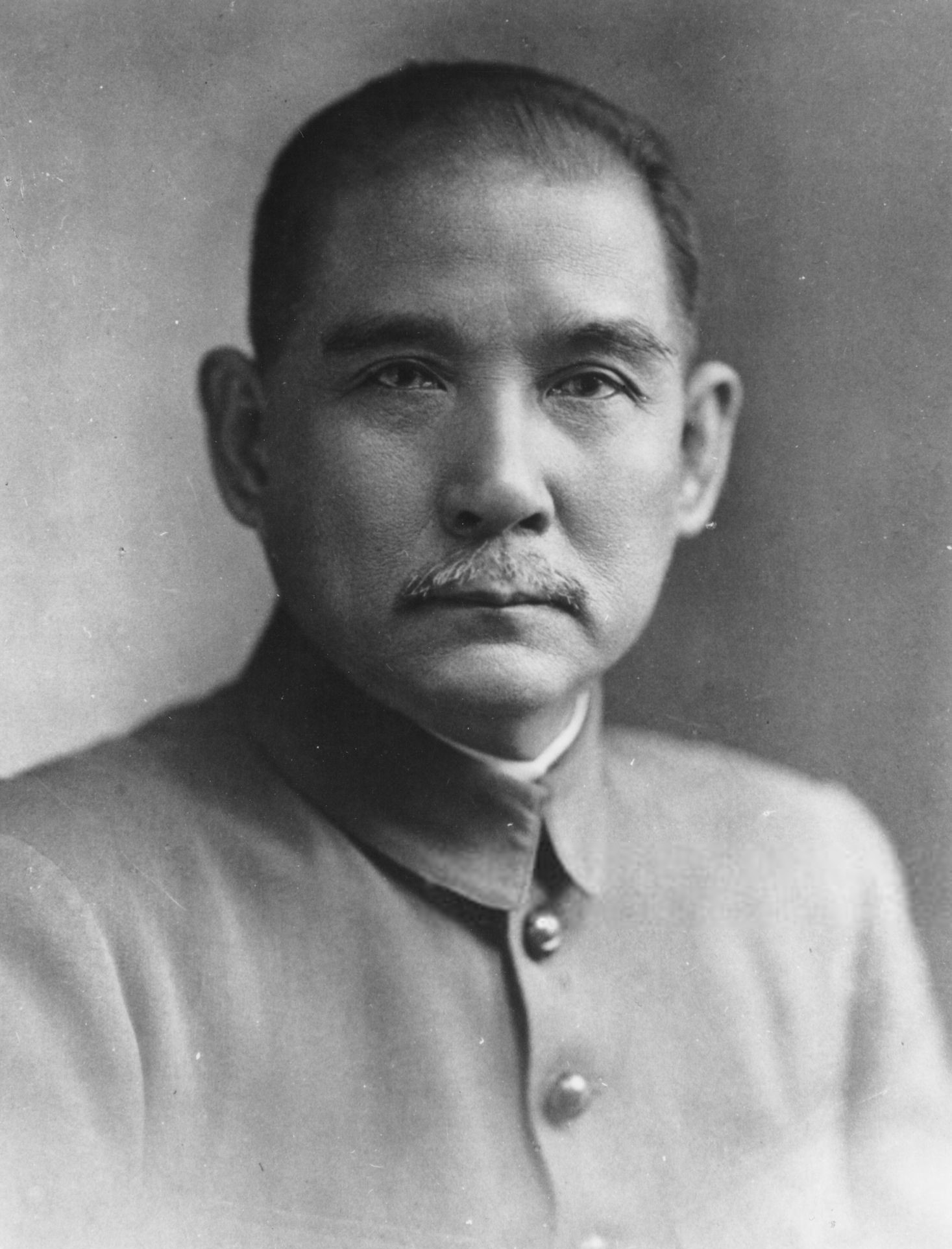
Сунь Ятсен

Революційний рух у Китаї зрештою призвів до революції та падіння династії Цин 1911 р. В цей час революціонери в Нанкіні створили свій уряд. Сунь Ятсен був проголошений першим президентом 1 січня 1912 р., але не він, а генерал Юань Шикай змусив маньчжурів зректися престолу 1912 р. і проголосив Китай конституційною республікою. Столицею держави був оголошений Пекін. Того ж року Сунь Ятсен сформував партію гоміньдан, оголошену Юань Шикаєм 1913 р. поза законом. Юань намагався стати імператором, але його спроба провалилася. Після його смерті 1916 року Японія скористалася внутрішнім безладдям в Китаї, щоб захопити провінцію Шаньдун, і висунула так звані «двадцять одну вимогу», за якими влада у Китаї переходила в руки японців. Китай був змушений погодитися на ці вимоги, і з тих пір цей день вважається днем національної жалоби.

##### Перша Світова війна

Прапор РК

1917 р. Китай вступив у Першу світову війну, насамперед спонукуваний бажанням відвоювати загублені провінції, але на Версальській мирній конференції претензії Китаю були відхилені. 1918 р. серед певних кіл китайської громадськості набуло поширення наївне сподівання, що перемога антинімецької коаліції, учасником якої був і Китай, принесе країні негайне «мирне визволення» від іноземного панування. «14 пунктів» президента США В. Вільсона і особливо його заява «про справедливий мир» і «самовизначення народів» сприяли посиленню таких ілюзій. У Китаї з закінченням війни пов'язували найоптимістичніші перспективи. У січні 1919 р. в Парижі на міжнародній конференції китайська делегація порушила питання про виведення іноземних військ за межі країни. Невдовзі виявилася повна необґрунтованість цих надій. 30 квітня 1919 р. керівники Паризької конференції повідомили китайські делегації, що всі її пропозиції відхиляються.
По всьому Китаю прокотилася могутня хвиля обурення. Першою виступила студентська молодь. 4 травня 1919 р. у Пекіні відбулася багатотисячна демонстрація. Студенти вимагали відмови від підписання мирного договору, скасування «двадцять однієї вимоги» з боку Японії, продовження боротьби за суверенітет, покарання державних злочинців, бойкоту японських товарів. Уряд направив проти демонстрантів поліцейські сили. Багато студентів було заарештовано. Проте студенти оголосили страйк протесту. Студентські заворушення поширилися по всій країні і переросли в широкий патріотичний рух.

##### Ґоміньдан та КПК
У липні 1921 р. у Шанхаї була утворена китайська Комуністична партія (КПК), одним з лідерів якої став Мао Цзедун. У 1924 р. партія ґоміньдан, позбавлена підтримки західних демократичних держав, була переформована Сунь Ятсеном під керівництвом радянського уряду. За підтримкою російських комуністів, була утворена революційна армія. Сунь Ятсен помер 1925 р., а національний уряд провінції Гуанчжоу очолив Чан Кайші.
Війська націоналістів рушили на північ, захоплюючи провінцію за провінцією, і 1927 р. досягли Шанхаю. У квітні 1927 р., після розправи над членами Комуністичної партії, у Нанкіні був створений тимчасовий націоналістичний уряд, визнаний західними державами 1928 р. Президентом країни став Чан Кайші. Протягом майже 10 років Чан Кайші намагався відновити політичну єдність всієї країни, але зіштовхнувся з могутньою опозицією. 1931 р. Японія захопила Маньчжурію, і до 1933 р. війська наблизилися до передмість Пекіну.
1935 р. Мао Цзедун проголосив себе лідером Китайської Комуністичної партії. Через півроку почалося повномасштабне вторгнення у Китай японських військ, а до жовтня 1938 р. японська армія контролювала всі східні провінції від Маньчжурії до Гуаньдуна. У Пекіні і Нанкіні були створені маріонеткові уряди. Війська гоміньдану відступили до Чунціна, комуністи зайняли провінцію Шеньсі, керуючи партизанською війною на окупованих територіях. 1945 р., після розгрому японської армії в Тихоокеанському регіоні, капітулювали японські війська у Китаї. Армія Чан Кайші за допомогою військово-повітряних сил США захопила в полон залишки японських військ і отримала контроль над головними стратегічними пунктами території, окупованої японцями.
1949 р. в Китаї вибухнула громадянська війна. З допомогою тактики партизанської війни, опанованої під час окупації, комуністи до 1948 р. захопили майже всі північні землі, а у січні 1949 р. узяли Пекін. Війська Чан Кайші втекли на Тайвань.

#### Вигнання
Після поразки, партія Гоміньдан перебазувалася на Тайвань і оголосила в якості тимчасової столиці місто Тайбей. Під контролем Китайської Республіки залишаються Тайвань, Пенху, Цзіньмень, Мацзу і інші невеликі прилеглі острови. Незважаючи на фактичну юрисдикцію тільки над цією територією, до 1970-х років Китайська Республіка визнавалася більшістю держав і міжнародних організацій як законна влада всього Китаю; так, до 1971 року її представник займав крісло Китаю в ООН.
Після втечі республіканського уряду на Тайвань, воєнний стан зберігався до 1987 року. Період дії воєнного стану називається також «Білий терор». Цей період характеризують пануванням де-факто однопартійної системи. Було заборонено проведення демонстрацій, страйків, обмежена свобода друку. Порушники закону про воєнний стан віддавалися військовому суду.
У 1986 році виникла опозиційна Демократична прогресивна партія (ДПП). У 1987 році було скасовано військовий стан. В 1996 було проведено прямі вибори президента країни.
Конституційно Китайська Республіка не відмовлялася від своїх прав на материковий Китай, хоча останнім часом заявляє про них не дуже активно. Політичні партії Китайської Республіки часто радикально відрізняються поглядами щодо її незалежності. Два колишні президенти Лі Ден Хуей і Чень Шуйбянь дотримувалися точки зору існування суверенної і незалежної держави, відокремленого від материкового Китаю, і тому не бачили необхідності формально заявляти про свою незалежність і суверенітет.
Китайська Республіка — демократія з напівпрезидентською системою і загальним виборчим правом. Будучи одним із «чотирьох азійських тигрів», Китайська Республіка є 19-ю економікою світу. Її технологічна індустрія відіграє важливу роль в глобальній економіці. Рівень життя є дуже високим, а ВВП на душу населення обігнав китайський майже в 4 рази.

### Китайська народна республіка (з 1949)

##### Заснування та консолідація
1 жовтня 1949 року Мао Цзедун проголосив утворення Китайської Народної Республіки. Перші дії нового уряду були спрямовані на відновлення економіки і створення соціалістичного ладу. Відповідно до Пакту про радянсько-китайську дружбу, укладеного у лютому 1950, китайцям у цьому допомагав Радянський Союз. У країну прибували радянські фахівці, Китай одержував устаткування, необхідне для відновлення економіки.
У жовтні 1950 року Китай вступив у Корейську війну. У той же час в країні були проведені аграрні реформи, щоб забезпечити справедливіший розподіл землі, але вони супроводжувалися стратами колишніх землевласників і заможних селян. Крім того, почали вживатися заходи проти політичної й економічної корупції.
1953 року був прийнятий перший п'ятирічний план. Він передбачав спробу розвитку китайської економіки за радянською моделлю, наголос було зроблено на розвиток важкої промисловості. Земля, віддана селянам відповідно до земельної реформи, була віднята назад у процесі створення колективних господарств. У 60-х роках почався розрив відносин між Китаєм і СРСР. Усі радянські фахівці були відкликані, програми допомоги припинилися. 1962 року влада була змушена перетворити комуни у ефективніші невеликі господарства. Того ж року зіткнення на кордоні з Індією вилилися у війну. Два роки по тому в Китаї було здійснено вибух атомної бомби.

Прапор КНР

##### Культурна революція
1966 року почався рух хунвейбінів, що охопив весь Китай. Коли у 1968 повстання вдалося утихомирити, Мао знову виявився при владі. 1969 року відбулися серйозні сутички між прикордонними військами Китаю і СРСР на річці Уссурі.
1971 року спадкоємець Мао Лінь Бяо спробував заручатися підтримкою армії і здійснити переворот, але програв і був убитий на кордоні з Монголією при спробі втекти в СРСР.
Рік по тому, президент США Річард Ніксон відвідав Китай з метою укласти комюніке, за яким США визнавали право Китаю на Тайвань як невід'ємну частину країни.
1976 р. помер прем'єр-міністр Чжоу Еньлай, і за короткий час радикально налаштовані партійні кола розгорнули бурхливу кампанію проти його ймовірного спадкоємця Ден Сяопіна, який у квітні був зміщений з усіх посад. У липні Китай постраждав від найсильнішого землетрусу у Тяньшані, неподалік Пекіна, під час якого загинуло щонайменше 240 тисяч осіб і було нанесено величезний збиток одній з великих промислових зон країни. У вересні помер Мао.

##### Політика реформ та шлях у 21 століття
1977 р. Ден Сяопін був відновлений на всіх посадах і очолив фракцію помірних, які намагалися рухатися шляхом економічного розвитку і реформ. Китай почав втілювати програму «чотирьох модернізацій», що означало зміцнити промисловість, сільське господарство, науку й оборону. 1980 р. пролунала критика дій Мао Цзедуна і його серйозних помилок в останні роки правління.
Реформи розпочалися в сільському господарстві, а потім були поширені і на промисловість.
Реформи у сільському господарстві: землю комун порівну поділено між селянськими сім'ями і передано їм в оренду; створювався сімейний підряд; з 1984 р. селянам дозволялось продавати залишки продукції на ринку після виконання державного замовлення; підвищено державні закупівельні ціни; створено мережу малих сільськогосподарських підприємств по переробці продукції і підсобні промисли (1988 р. діяло 12 млн підприємств), які виробляли 1/5 валового промислового продукту.
Реформи в промисловості: на держпідприємствах вводився госпрозрахунок та економічні стимули праці; заохочувалась індивідуальна трудова діяльність; створювались невеликі приватні підприємства в торгівлі, сфері обслуговування і легкій промисловості; запроваджувалась оренда в промисловості. З метою залучення іноземних інвестицій для модернізації китайської промисловості, впровадження нових технологій і підготовки кваліфікованих кадрів створювались вільні економічні зони.
Економічні реформи дали значний приріст виробництва (близько 8-10 % на рік). На споживчому ринку з'явилась велика кількість товарів, які раніше були відсутніми. Китай став одним з найбільших експортерів. Підвищився життєвий рівень населення. За обсягом валового національного продукту Китай поступався лише США, але з розрахунку на душу населення знаходиться на останніх місцях.
Особливістю китайських реформ є те, що вони не зачепили політичну сферу. У Китаї при владі залишається Комуністична партія. Спроби демократичних сил поставити питання про політичні реформи завершились кривавою трагедією.
3 червня 1989 р. на розгін студентських демонстрацій на площі Тянанмень були кинуті війська. Сотні людей загинули, тисячі були арештовані. Чжао Цзиян був зміщений з посади генерального секретаря.
1994 р. у Китаї було скасовано офіційний контроль над обміном валюти, юань отримав твердий курс. У 1990—2000х роках китайська економіка демонструє бурхливий економічний ріст.
Китай є світовим лідером за виплавкою сталі, виробництвом цементу, дешевих товарів широкого вжитку. Сільське господарство забезпечує продуктами харчування мільярдне населення країни. В цій країні зосереджено 40 % світового поголів'я свиней, вирощується понад 50 видів зернових, головним з яких є рис. За експортом рису КНР посідає перше місце у світі.